# Pengar (musikal)
Pengar är en musikal av Nils Poppe och Arne Wahlberg med musik av Nisse Hansén. Baserad på Nils Poppes långfilm Pengar – en tragikomisk saga från 1946.
Musikalen Pengar hade urpremiär på Malmö stadsteater den 15 september 1967 och sågs av 31.000 människor. Förlagan till musikalen var Nils Poppes berömda långfilm Pengar – en tragikomisk saga. 
Sommaren 1972 spelade Poppe Pengar på sin utescen, Fredriksdalsteatern i Helsingborg. På Fredriksdal blev stycket en flopp. Musikalen var alldeles för socialistisk för friluftsteaterns publik som vant sig vid lättare komedier. Nils Poppe fick brev från ilskna människor som skrev "Om du en gång till visar röda fanor på Fredriksdal så kommer vi aldrig tillbaka". I fortsättningen blev det hederliga folklustspel och operetter.